# Château des Noyers (Martigné-Briand)
Pour les articles homonymes, voir Château des Noyers.
Le château des Noyers est un château situé à Martigné-Briand, en France.

## Localisation
Le château est situé dans le département français de Maine-et-Loire, sur la commune de Martigné-Briand.

## Historique
L'édifice est inscrit au titre des monuments historiques en 1996.